# Zwijndrecht vasútállomás
Zwijndrecht vasútállomás vasútállomás Hollandiában, Zwijndrecht községben,  településen.

## Vasútvonalak
Az állomást az alábbi vasútvonalak érintik:
- Breda–Rotterdam-vasútvonal

## Kapcsolódó állomások
A vasútállomáshoz az alábbi állomások vannak a legközelebb:
- Barendrecht vasútállomás
- Dordrecht vasútállomás